# Разклонен хвощ
Разклонените хвощове (Equisetum ramosissimum) са вид папратовидни от семейство Хвощови (Equisetaceae).
Таксонът е описан за пръв път от френския ботаник Рьоне Дефонтен през  година.